# 徳島県道275号敷地羽ノ浦線
徳島県道275号敷地羽ノ浦線（とくしまけんどう275ごう しきちはのうらせん）は、徳島県阿南市を通る県道である。

## 概要
阿南市那賀川町黒地から阿南市羽ノ浦町中庄に至る。全線で2車線が確保されていて、羽ノ浦町から国道55号阿南道路方面への抜け道として利用されている。

### 路線データ
- 始点：阿南市那賀川町黒地（徳島県道141号大林那賀川阿南線交点）
- 終点：阿南市羽ノ浦町中庄（徳島県道128号阿南羽ノ浦線交点）
- 総延長：1.471 km[1]

## 歴史
- 1959年（昭和34年）1月31日 - 徳島県道157号として認定。
- 1972年（昭和47年）3月10日 - 現在の路線番号で再認定。

## 地理

### 通過する自治体
- 徳島県
  - 阿南市

### 交差する道路
| 交差する道路                  | 交差する場所 | 交差する場所 |
| ----------------------------- | ------------ | ------------ |
| 徳島県道141号大林那賀川阿南線 | 那賀川町黒地 | 起点         |
| 徳島県道128号阿南羽ノ浦線     | 羽ノ浦町中庄 | 終点         |

### 沿線
- 阿南市立今津小学校（起点付近）

## ギャラリー

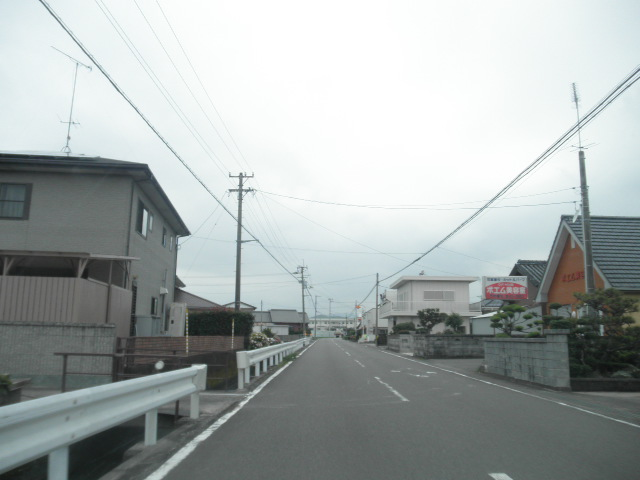
阿南市那賀川町黒地
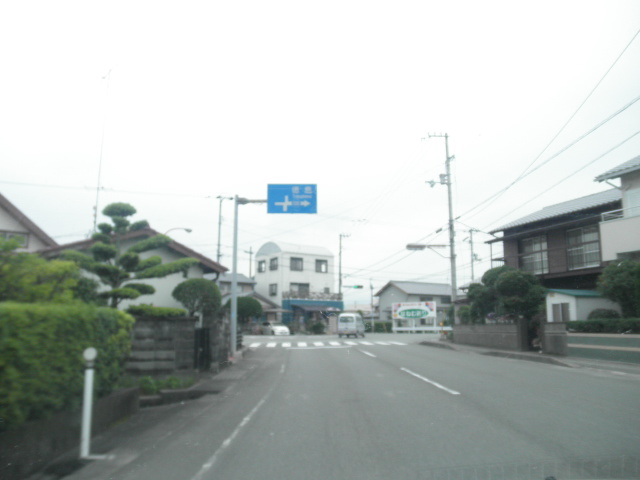
阿南市羽ノ浦町中庄